# توني هوبر
توني هوبر (بالإنجليزية: Tony Hopper)‏ (31 مايو 1976 في المملكة المتحدة - 9 أكتوبر 2018) هو لاعب كرة قدم بريطاني في مركز الوسط. لعب مع نادي بوهيميان ونادي كارلايل يونايتد ونادي بارو ونادي سلتيك نايشون ونادي ووركينغتون.

## وصلات خارجية
- توني هوبر على موقع قاعدة بيانات كرة القدم.إي يو (الإنجليزية)